# Rare Bird
Rare Bird war eine 1969 gegründete britische Progressive-Rock-Band aus Birmingham.

## Geschichte
Die Musik der ersten beiden Alben, Rare Bird (1969) und As Your Mind Flies By (1970), war von Keyboards dominiert, Gitarren fanden keine Verwendung. Die Ballade Sympathy erreichte im März 1970 Platz 24 der britischen Charts. Dieses Lied wurde 1970 von The Family Dogg, 1971 von Daliah Lavi, 1992 von Marillion und als "Not Enuff Love" 2001 von Faithless erfolgreich gecovert.
1972 wurde Rare Bird mit dem Album Epic Forest wieder aktiv. Neben den verbliebenen Gründungsmitgliedern, Sänger/Bassist Steve Gould und Keyboarder David Kaffinetti, gehörten Schlagzeuger Fred Kelly, Gitarrist Andy „Seth“ Curtis sowie Bassist Nick Potter (vorher bei Van der Graaf Generator) zur neuen Besetzung. Im darauffolgenden Jahr wurde ein Album mit Funk-Elementen veröffentlicht, Somebody’s Watching. Auf diesem Album wurde die Stammbesetzung von drei Perkussionisten, Al Matthews, Sammy Abu und Paul Holland, und dem Sänger Kevin Lamb unterstützt. Der Titel Dollars ist eine Interpretation Ennio Morricones Filmmusik zu Für ein paar Dollar mehr. 1974 folgte als letztes Album Born Again mit Bassist Andy Rae. Ende 1975 löste sich die Band auf, nachdem kommerzieller Erfolg trotz guter Kritiken ausblieb und Graham Field sich auf ein eigenes Projekt konzentrieren wollte. Später nahm auch Mark Ashton eine Solokarriere auf.

## Diskografie

### Alben
- 1969: Rare Bird (Charisma, Philips)
- 1970: As Your Mind Flies By (Charisma, Philips)
- 1972: Epic Forest (Polydor)
- 1973: Somebody's Watching (Polydor)
- 1974: Born Again (Polydor)

### Kompilationen
- 1976: Sympathy (Charisma)
- 1977: Rare Bird: Polydor Special (Polydor)
- 2004: Third Time Around: An Introduction to Rare Bird (Universal)
- 2020: Beautiful Scarlet. The Recordings 1969 - 1975 (Cherry Red Records; enthält neben den kompletten Studioalben 12 Bonustracks und einen bislang unveröffentlichten Konzertmitschnitt von 1974)

### Singles
- 1970: Sympathy / Devil’s High Concern (Charisma, Philips)
- 1970: What You Want to Know / Hammerhead (Charisma, Philips)
- 1972: Roadside Welcome / Four Grey Walls / You’re Lost (Polydor)
- 1973: Virginia / Lonely Street (Polydor)
- 1974: Body and Soul / Redman (Polydor)
- 1975: Don’t Be Afraid / Passin’ Through (Polydor)